# Wincenty z Kielczy
Wincenty z Kielczy, ur. ok. 1200 w Kielczy, zm. prawd. w Krakowie) – polski poeta tworzący po łacinie, kompozytor, hagiograf, kanonik krakowski, dominikanin; autor hymnu Gaude Mater Polonia.

## Życiorys
Był związany ze śląskim lub małopolskim rodem Odrowążów, być może nawet do niego należał. Trwa spór o jego miejsce urodzenia; niektórzy historycy (Marian Plezia) uważają za dawną historiografią, że pochodził on z Kielc, inni (np. Gerard Labuda), że z miejscowości Kielcza koło Strzelec Opolskich w województwie opolskim (posiadłości rodowej Odrowążów). Współczesna historiografia skłania się przeważnie ku pierwszej opcji, czego dowodzą najnowsze publikacje prof. Krzysztof Bracha.
Pierwsze nauki pobierał w krakowskiej szkole katedralnej. Początkowo był księdzem świeckim, związanym zarazem z kolegiatą kielecką. W roku 1217 i 1222 był kapelanem biskupa krakowskiego, Iwona Odrowąża. W latach 1227–1235 był kanonikiem krakowskim. Później, prawdopodobnie po roku 1237 został dominikaninem i należał do konwentu krakowskiego (według J. Kłoczkowskiego był dominikaninem od początku kariery duchownego). W roku 1237 przewoził zwłoki biskupa Iwona Odrowąża z włoskiej Modeny do Krakowa. Prawdopodobnie w latach 1258–1260 był przeorem klasztoru i konwentu dominikanów w Raciborzu.

## Twórczość literacka
Był autorem drugiej redakcji żywota biskupa Stanisława ze Szczepanowa – Vita minor (Żywot mniejszy) i Vita maior (Żywot większy), uczestniczył też w staraniach o jego kanonizację, która nastąpiła w 1253 roku. Żywot mniejszy służył celom kanonizacyjnym, Żywot większy natomiast, będący jego rozszerzeniem został spisany kilka lat po kanonizacji podkreślał znaczenie świętego Stanisława w historii Polski i posiadał wymowę polityczno-ideową. Mistrz Wincenty propagował w tym dziele zjednoczenie rozbitej na dzielnice Polski. Przypisywano mu także zaginioną kronikę historyczną, która miała być kontynuacją kroniki Wincentego Kadłubka. W niej to miały być zapisane dwa zdania w języku polskim, tzw. zdania legnickie: „Biegajcie, biegajcie” i „Gorze się nam stało” – w tej sytuacji najstarsze zapisane w języku polskim – które zacytował później Jan Długosz w Rocznikach. Hipoteza ta jest jednak podawana w wątpliwość. Kanonik był prawdopodobnie pierwszym, który określił Mieszka II jako gnuśnego i leniwego, od czego wzięła się zła sława tego władcy u potomnych.

## Muzyka
Wincenty z Kielc był także pierwszym znanym z imienia kompozytorem polskim. Jest przede wszystkim autorem tekstu i muzyki napisanego obok Vita minor oficjum rymowanego Historia gloriosissimi Stanislai (Historia najsławniejszego Stanisława), znanego także pod nazwą pierwszej antyfony – Dies adest celebris (Nadchodzi dzień uroczysty), skomponowanego na uroczystość translacji, a prawdopodobnie prawykonanego 8 maja 1254. W skład oficjum wchodzi hymn nieszporny Gaude Mater Polonia (Raduj się, Matko Polsko; na melodię chorału gregoriańskiego Oh salutaris Hostia – O zbawcza Hostio). Pod względem wartości estetycznej oficjum nie odbiega od podobnych, powstałych w tym samym czasie zachodnich kompozycji. Niektórzy przypisywali mu także autorstwo Bogurodzicy, choć najnowsze badania cofają datę powstania tej pieśni.

## Wykaz dzieł

### Dzieła literackie (wszystkie po łacinie)
- Vita sancti Stanislai episcopi cracoviensis (tekst zabytku znany jest w 2 redakcjach o spornych datach)
  - red. pierwsza, zwana vita minor (Żywot św. Stanisława): powst. według W. Kętrzyńskiego około roku 1230, według J. Lisowskiego przed kanonizacją 1253, według M. Plezi wkrótce po roku 1242; według P. Davida, B. Kürbisówny, G. Labudy – w latach 1257–1261, według D. Borawskiej w latach 1257–1266; napisany z polecenia biskupa krakowskiego Prandoty w związku z procesem kanonizacyjnym Stanisława ze Szczepanowa; według P. Davida vita minor należała do większego zbioru hagiograficznego, złożonego z przedmowy, żywota, opisu translacji ciała i cudów świętego; autor korzystał z Vita sancti Dominici Piotra Ferranda z lat 1239–1241, kronik Galla Anonima i mistrza Wincentego oraz legendy De sancto Adalberto episcopo; najdawniejszy znany odpis pochodzi z pierwszej połowy XIV wieku
  - red. druga, zwana vita maior (Żywot św. Stanisława): powst. według W. Kętrzyńskiego w latach 1260–1261, według B. Kürbisówny, G. Labudy i M. Plezi – w latach 1257–1261, według P. Davida i D. Borawskiej z końcem XIII w.; stanowi przeróbkę przedmowy i żywota z całości pierwszej redakcji; najdawniejszy znany tekst pochodzi z drugiej połowy XIII wieku
    - wydania Vita minor – wyd.: I. Polkowski pt. Legenda minor de S. Stanislao Martyre et Pontyfice... opere autographico, brak miejsca wydania 1882 (edycja homograficzna w 10 egz. z kodeksu pergaminowego z XIV wieku Biblioteki Kapitulnej w Krakowie); W. Kętrzyński Monumenta Poloniae Historica, t. 4 (1884) i w odbitkach pt. Vitae et miracula sanctorum Poloniae patronorum Adalberti et Stanislai, Lwów 1883; fragmenty ogł. M. Perlbach "Ex sancti Stanislai Cracoviensis vitis et miraculis", 1. Ex Vita... minore, Monumenta Germaniae Historica Scriptores, t. 29 (1892); rękopisy wylicza W. Kętrzyński: Wstęp do wydania Monumenta Poloniae Historica, t. 4 (1884)
    - wydania Vita minor – wyd. W. Kętrzyński Monumenta Poloniae Historica, t. 4 (1884) i w odbitkach pt. Vitae et miracula sanctorum Poloniae patronorum Adalberti et Stanislai, Lwów 1883; fragmenty ogł. M. Perlbach "Ex sancti Stanislai Cracoviensis vitis et miraculis", 1. Ex Vita... maiore, Monumenta Germaniae Historica Scriptores, t. 29 (1892); późniejszą przeróbkę ogł. J. W. Bandtkie, przy wyd.: Chronicon... Galla Anonima, Warszawa 1824; rękopisy wymienia W. Kętrzyński: Wstęp do wydania Monumenta Poloniae Historica, t. 4 (1884)
- De sancto Stanislao (sekwencja, inc.: Jesu Christe, rex superne...), wyd. krytyczne H. Kowalewicz "Cantica Medii Aevi Polono-latina", t. 1: Sequentiae, Warszawa 1964, Bibl. Latina Medii et Recentioris Aevi, t. 14
- niezachowana kronika historyczna kontynuująca dzieło Wincentego Kadłubka, tzw. zaginiona kronika dominikańska; mógł z niej korzystać Jan Długosz (historyk), pisząc swoje Roczniki
- Roczniki kapituły krakowskiej (spisane pod koniec życia).

### Utwory o autorstwie niepewnym
- Dies adest celebris (officium rymowane o św. Stanisławie), powst. prawdopodobnie około roku 1260, wyd.: H. Kętrzyński Monumenta Poloniae Historica, t. 4 (1884), s. 355–362 i w odbitkach pt.Vitae et miracula sanctorum Poloniae patronorum Adalberti et Stanislai, Lwów 1883, s. 155–162 (z rękopisów Cesarskiej Biblioteki Nadwornej w Wiedniu nr 1765 i 1795, z XV w.); G. M. Dreves "Liturgische Reimofficien des Mittelalters", Analecta Hymnica Medii Aevi, t. 5 (1889), s. 223–226 (z rękopisu Biblioteki Kapitulnej w Krakowie nr 21 z końca XIV w.); W. Schenk "Kult liturgiczny św. Stanisława biskupa na Śląsku w świetle średniowiecznych rękopisów liturgicznych", Lublin 1959, KUL Rozprawy Doktorskie, Magisterskie i Seminaryjne. Wydział Teologiczny, t. 9; inne źródła: rękopis Biblioteki Kapitulnej w Krakowie nr 84 z XIV lub początku XV w.; rękopis Biblioteki Jagiellońskiej nr 1258 z XV w., (Wincentego z Kielc jako autora podał J. Długosz)
- Laeta mundus... (sekwencja o św. Stanisławie), powstała prawdopodobnie jednocześnie z Dies adest celebris..., wyd. G. M. Dreves "Liturgische Reimofficien des Mittelalters", Analecta Hymnica Medii Aevi, t. 5 (1889), s. 223; wyd. krytyczne H. Kowalewicz "Cantica Medii Aevi Polono-latina", t. 1: Sequentiae, Warszawa 1964, Bibl. Latina Medii et Recentioris Aevi, t. 14; przekł. polski ogł. M. Plezia "Najstarsza poezja polsko-łacińska (do połowy XVI wieku)", Wrocław 1952, Biblioteka Narodowa, seria I, nr 141; najdawniejsze rękopisy wymienia B. Gładysz "Łacińskie sekwencje mszalne z polskich źródeł średniowiecznych", Ateneum Kapłańskie, t. 33 (1934) i odb. Włocławek 1934 (na okładce: 1937), s. 12; H. Kowalewicz "Cantica Medii Aevi Polono-latina", t. 1: Sequentiae, Warszawa 1964, Bibl. Latina Medii et Recentioris Aevi, t. 14.

### Kompozycje
- Oficjum rymowane Historia Gloriosissimi Stanislai, a z tego najbardziej znane: hymn nieszporny Gaude Mater Polonia oraz antyfony Dies adest celebris i Ortus de Polonia
- Sekwencja Laeta, mundus (Raduj się, świecie; ok. 1255) – być może Wincenty napisał tylko tekst do istniejącej już melodii
- Sekwencja Iesu Christe, Rex superne (Jezu Chryste, królu na wysokości) (Autorstwo Wincentego z Kielczy nie zostało w pełni udowodnione, chociaż utwór pochodzi prawdopodobnie z XIII wieku. Melodia nie jest oryginalna, lecz jest adaptacją sekwencji Martyris eregii o św. Wincentym. [por. Musica antiqua polonica, średniowiecze – noty, red. J. Morawski, PWM, s. 11-12])